# Hornakht
Hornakht est un prince égyptien de la XXIIe dynastie, fils d'Osorkon II.

## Généalogie
Fils du roi Osorkon II et de la reine mère Karoma II (aussi nommée Karomama), il est nommé (décédé à l'âge de 12 ans, c'est probablement à titre honorifique ou prospectif) dès le début du règne à la tête du clergé Tanite par son père qui dès son accession au trône mène une politique de contrôle des principaux pouvoir du pays ainsi que des rouages qui en découlaient. Ainsi au côté de son père et souverain à Tanis, ses frères Sheshonq installé à Memphis et Nimlot II, installé à Héracléopolis puis à Thèbes les principaux postes clefs du royaume.

## Sépulture

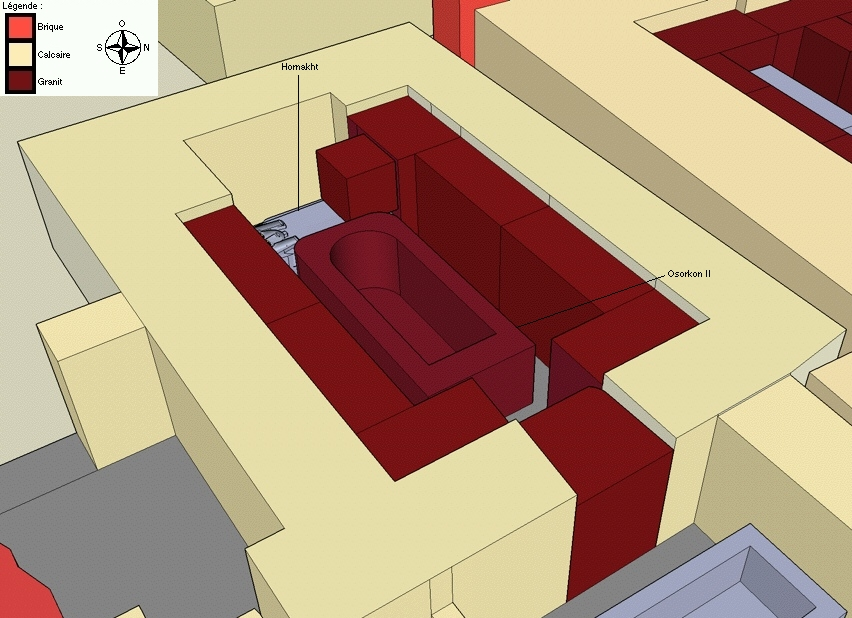
Vue restituée de la tombe d'Osorkon II et de son fils Hornakht - Nécropole royale de Tanis

Découvert et fouillé en 1939 par Pierre Montet, le sarcophage du prince Hornakht avait été installé à côté de celui de son père dans le caveau qu'Osorkon s'était fait aménager dans la nécropole royale de Tanis.
Il semble que la mort du prince, survenue vers l'âge de 12 ans, ait surpris la famille royale, le caveau du prince n'était pas préparé. Le roi avait donc souhaité que son fils soit enterré dans son propre tombeau signe d'une affection particulière, tombeau qui fut agrandi pour la circonstance.

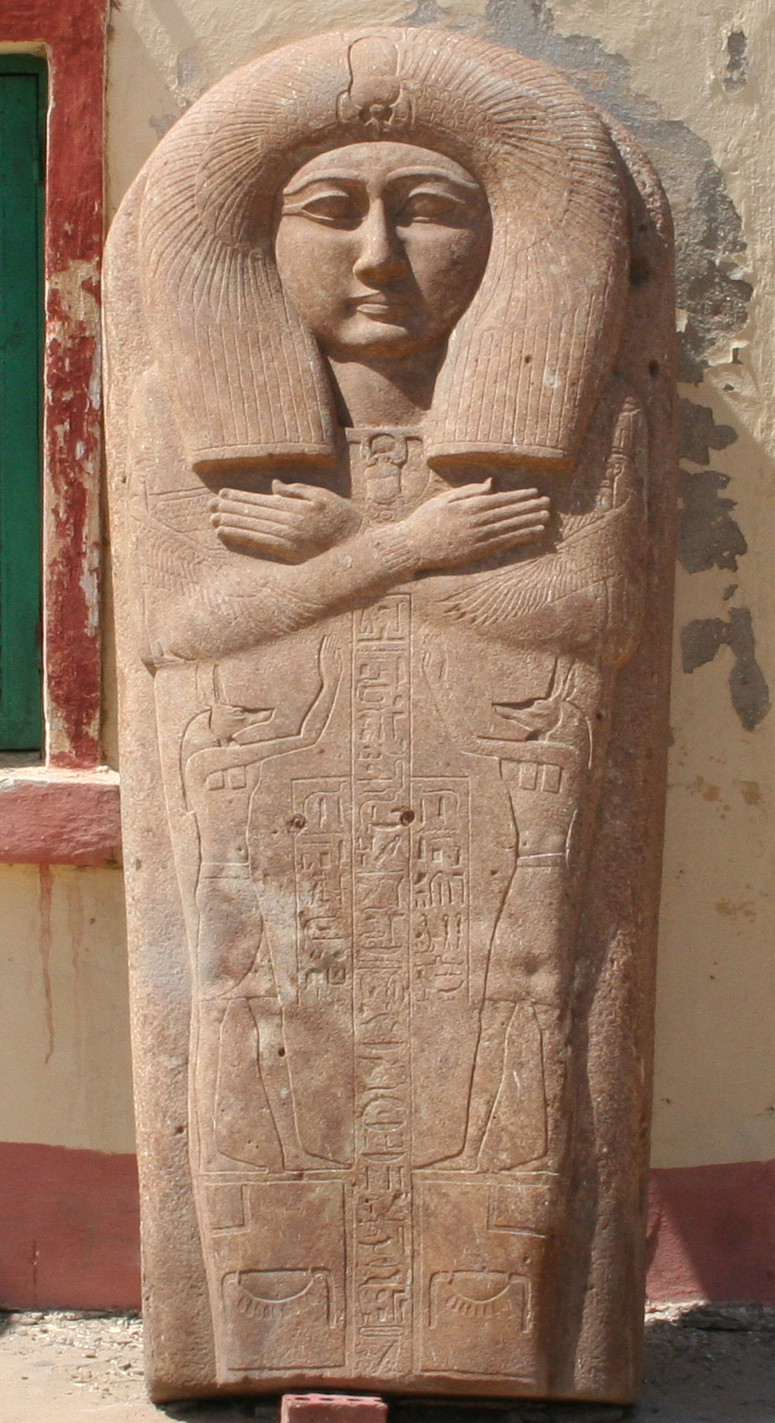
Couvercle du sarcophage du prince Hornakht aujourd'hui exposé à Tanis.

Le sarcophage princier est un bon indice de la précipitation des événements. Il est constitué d'une cuve taillée dans un remploi en granit et d'un couvercle en grès.
Le couvercle anthropomorphe figure un personnage momifié, le visage encadré d'une lourde perruque les mains croisées à plat émergeant du buste. Il est amputé de ses pieds car était trop grand pour la cuve destinée à abriter les reliques momifiées du jeune prince. Il semble donc que ce couvercle soit également un remploi. Deux grandes figures d'Anubis en adoration ont été sculptées sur les flancs du gisant, encadrant une colonne de hiéroglyphes donnant l'identité du prince et ses titres de grand prêtre d'Amon.
Le tombeau royal avait été pillé, sans doute dès l'Antiquité et la presque totalité du précieux mobilier qui entourait le souverain et son fils avait été emporté avec les voleurs et le temps. 
Le sarcophage d'Hornakht qui n'a pas échappé à cet outrage a livré néanmoins les restes d'un viatique funéraire assez riche digne du prince, les pillards ayant sans doute dédaigné le trésor princier, il est vrai assez modeste, au profit du sarcophage certainement beaucoup plus riche du roi situé à proximité.  De plus le sarcophage se trouvait bloqué par un gros bloc de granit empêchant de soulever son couvercle. Les pilleurs n'avaient pu que fracturer la cuve du sarcophage et  accédèrent ainsi aux éléments les plus précieux qu'ils emportèrent, arrachant ce qu'ils pouvaient du sarcophage interne en argent massif qui enfermait le corps momifié couvert d'un cartonnage doré, prélevant sans doute le masque en or du prince ainsi que certaines parures précieuses attachées à son cou.
Cependant n'ayant pu le soulever car il était bloqué par un bloc du mur du tombeau ils laissèrent sur place le reste, tant et si bien que lorsque les égyptologues le découvrirent ils mirent au jour un ensemble composé essentiellement d'amulettes en or qui recouvraient la momie princière. Elles sont de petites dimensions mais d'une haute qualité technique, certaines conçues en or cloisonné, serties de lapis-lazuli et autres pierres semi-précieuses représentant différents symboles prophylactiques destinés à garantir l'intégrité du corps momifié.
Au pied du sarcophage ont été retrouvés les quatre vases canopes en albâtre qui avaient contenu les viscères momifiés du prince ainsi que plus de deux cents  ouchebtis destinés à l'assister dans sa vie dans l'au-delà.
L'étude des restes humains que contenait le sarcophage du prince a révélé qu'il était mort sans doute dans sa douzième année.